# Football Club Vevey Sports 05
Il Football Club Vevey Sports 05 è una società calcistica svizzera, con sede a Vevey, città del Canton Vaud.
Il club è stato fondato nel 1905 e nuovamente ricostituito nel 2005. Vanta alcune presenze nel campionato di massima serie tra gli anni settanta e gli anni ottanta. Il miglior piazzamento è l'11º posto raggiunto nella stagione 1981-82.
Attualmente milita in Promotion Ligue (calcio)|, campionato di terza divisione. La seconda squadra gioca in inferiore, la Seconda Lega (calcio).

## Stagioni in massima serie
| Stagione | Piazzamento | Note                         |
| -------- | ----------- | ---------------------------- |
| 1974-75  | 14°         | Retrocesso in LNB            |
| 1981-82  | 11°         | Miglior piazzamento assoluto |
| 1982-83  | 12°         |                              |
| 1983-84  | 13°         |                              |
| 1984-85  | 13°         |                              |
| 1985-86  | 14°         |                              |
| 1986-87  | 13°         | Retrocesso in LNB            |

## Palmarès

### Competizioni nazionali
- Lega Nazionale B: 1

1980-1981
- Prima Lega: 2

1957-1958, 1969-1970

### Competizioni interregionali
- Seconda Lega interregionale: 1

2015-2016 (gruppo 1)

### Altri piazzamenti
- Challenge League:

Secondo posto: 1936-1937 (girone ovest), 1937-1938 (girone ovest), 1973-1974
Terzo posto: 1935-1936 (girone ovest), 1944-1945 (girone ovest)
- 1ª Lega:

Terzo posto: 2022-2023 (gruppo 1)